# Crosscall
Crosscall est une société française fondée en 2009 à Aix-en-Provence. Elle développe des terminaux mobiles conçus pour résister aux environnements et aux usages les plus extrêmes.

## Histoire et activité

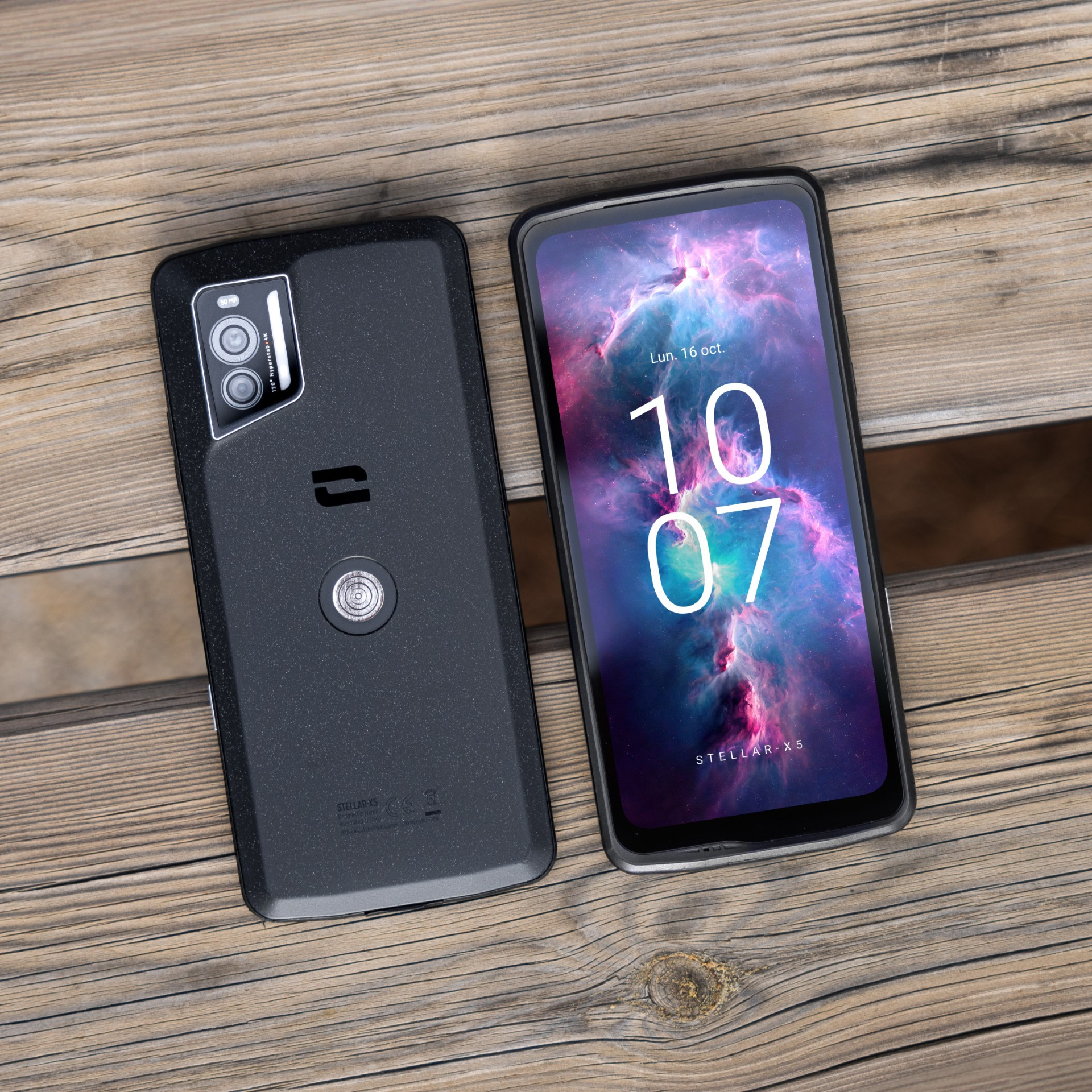
Le Crosscall Stellar X5 lancé par la marque en octobre 2023

Crosscall est une entreprise française fondée en 2009 par Cyril Vidal, cadre dans le secteur du bâtiment. Son siège est situé à Aix en Provence. Elle développe et fabrique des terminaux mobiles sous système Android conçus pour résister aux environnements et aux usages les plus extrêmes ainsi qu'un écosystème d'accessoires dédiés,. La conception de ses produits est réalisée en France mais leur assemblage effectué  en Chine,,.
En 2012, Crosscall lance Le Shark, premier téléphone phare de la marque qui a pour particularité d'être étanche et de flotter.
En 2016, une levée de fonds de 4,5 millions est réalisée auprès d'ACG Management. La même année, David Eberlé, auparavant président de Samsung Electronics France, rejoint l'entreprise en tant que vice-président.
Progressivement, les produits Crosscall sont vendus en France mais aussi dans d'autres pays d'Europe via différents réseaux de distribution: enseignes grand public, opérateurs et réseaux dédiés aux sportifs ou aux professionnels de terrain,,.
En 2019, la société gagne le marché des contrôleurs de  la SNCF qui représente une flotte de 21 000 pièces,. En 2021, elle est retenue par le ministère de l'Intérieur pour équiper la police et la gendarmerie nationale française. Un contrat de 200 000 terminaux qu'elle remporte en association avec Orange.En 2022, elle annonce la mise en place d'une garantie constructeur d'une durée de 5 ans sur ses terminaux. En 2024, Crosscall se voit renouveler le marché de la SNCF et obtient également un contrat pour équiper les personnels de Leroy Merlin.